# Tony Gray
Anthony John Gray (Stoke-on-Trent, 14 de junio de 1942) es un exrugbista y exentrenador británico que se desempeñaba como ala. Fue internacional con los Dragones rojos en 1968 y los dirigió en los años 1980.

## Carrera
Estudió en la notable secundaria Ysgol Friars y luego en la Universidad Metropolitana de Cardiff, donde jugó en su equipo de rugby. Por esa época también jugó para el Bangor RFC.
Jugó en el Newbridge RFC y en el London Welsh RFC, siendo capitán llevó a este último al Campeonato de Gales no oficial en 1972. También representó al North Wales Rugby.

### Selección nacional
Fue convocado a los Dragones rojos por vez primera para el Torneo de las Cinco Naciones 1968 y debutó frente a la Rosa, resultó un empate en el Estadio de Twickenham. Dos semanas después en el Cardiff Arms Park, jugó su última «prueba oficial» en la victoria ante el Cardo.
En septiembre partió de gira a Argentina y enfrentó a los Pumas en ambas pruebas, siendo una impresionante sorpresa cuando el local venció en la primera. La Unión Galesa de Rugby negó que los partidos hayan sido pruebas y considera que la selección era Gales A, pero en el momento era su mejor equipo y la aclaración no fue sino hasta después de la gira.

## Gales
En 1985 la WRU lo designó nuevo entrenador en jefe de los Dragones rojos, reemplazando al retirado por enfermedad John Bevan. En total Gray dirigió en 24 partidos y ganó quince (62% de efectividad).
En el Torneo de las Cinco Naciones 1986 Gales finalizó tercera con dos victorias y dos caídas. Fue penúltima en la edición siguiente, por diferencia de puntos y venciendo solo a Inglaterra. Durante el Cinco Naciones 1988 ganó a Escocia, Inglaterra e Irlanda, y perdió contra Les Bleus, compartiendo el título con ellos (actualmente no existen triunfos divididos).
En junio de 1988 renunció al finalizar la gira por Nueva Zelanda, tras sufrir dos palizas de más de 50 puntos ante los All Blacks. No obstante, fue elegido «Entrenador del Año» por haber ganado la Triple Corona.

### Nueva Zelanda 1987
Gray junto a su asistente Clive Rowlands, entrenó a los Dragones rojos en Nueva Zelanda 1987 y designó capitán a Dick Moriarty.
Gales logró ganar su grupo (venciendo a la Irlanda del técnico Mick Doyle), derrotar a Inglaterra dirigida por Martin Green en los cuartos y obtener el tercer puesto contra los Wallabies del entrenador Alan Jones. Es hasta el día de hoy, el mejor resultado en la historia de Gales.
| Predecesor: John Bevan | Entrenador de Gales 1985 – 1988 | Sucesor: John Ryan |